# Mike Stern
Mike Stern (Boston, 10 gennaio 1953) è un chitarrista statunitense. Oltre ad essere conosciuto per la sua attività solista, ha suonato nelle band di artisti come Billy Cobham e Miles Davis.

## Biografia
Stern è cresciuto a Washington, figlio di Helen Burroughs e Henry Dwight Sedgwick V.
Si trasferisce a Boston per studiare al Berklee College of Music, dove conosce Pat Metheny e Mick Goodrick. Consigliato da Pat Metheny (quasi coetaneo, ma all'epoca già insegnante), dal 1976 suona per due anni con i Blood, Sweat & Tears. Nel 1978, incontra Billy Cobham con il quale si confida e chiede consiglio per l'improvvisa chiamata di Miles Davis che lo voleva con sé nella sua band.
La vera svolta arriva proprio quando viene reclutato da Miles Davis, nel 1981. Con Davis lavora tre anni incidendo gli album Man with the Horn, Star People e We Want Miles.
Nel 1983 incontra il bassista Jaco Pastorius, con cui compie un tour fino al 1984.
Il 1986 è l'anno del debutto discografico, Upside Downside, a cui partecipano molti dei musicisti con cui Stern ha collaborato fino a quel momento: Bob Berg (con cui poi fonda, nel 1989 la Stern/Berg Superband), Dave Weckl, David Sanborn, Jaco Pastorius.

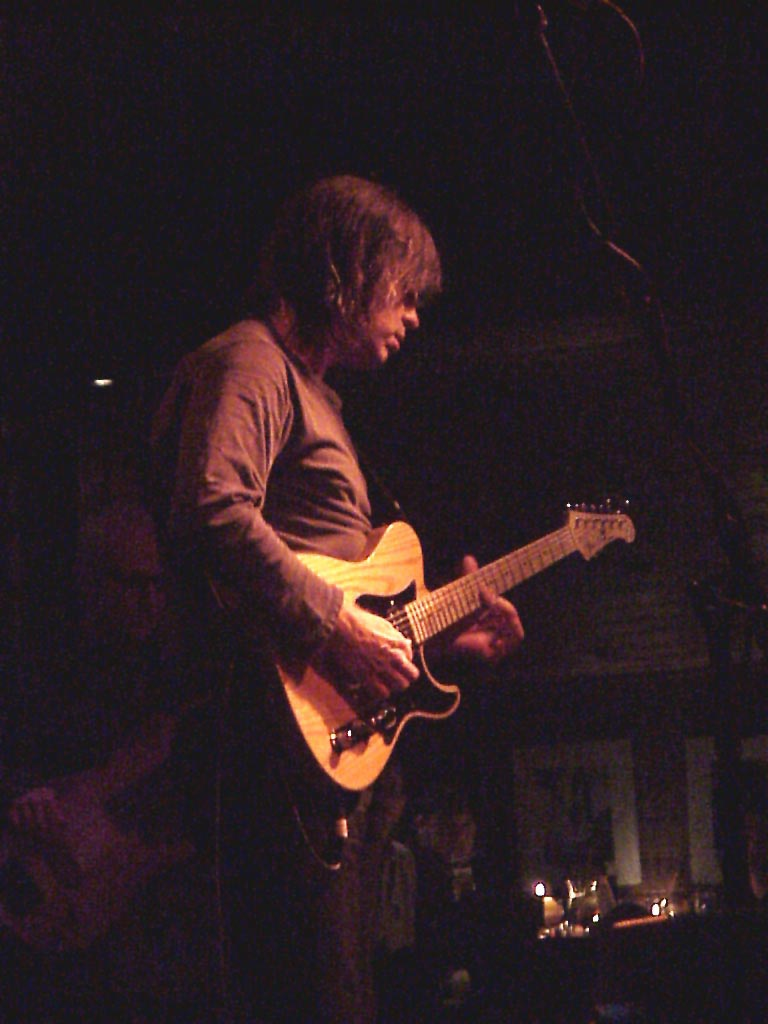
Stern, Monaco di Baviera 2001

Nell'ultimo decennio la sua attività discografica, che spazia dal jazz classico alla fusion, gli ha fatto guadagnare tre nomination ai Grammy Award con gli album Is What It Is, Between the Lines e Voices.
Nel 2008 ha fondato la Mike Stern Band with special guest: Randy Brecker, featuring: Dave Weckl & Chris Minh Doky.
L'11 agosto 2009 esce l'album Big Neighborhood che include come prima traccia la title track Big Neighborhood, in cui duetta con Steve Vai.
Ad ottobre 2014 pubblica in duetto con Eric Johnson l'album Eclectic, dalle sfumature Jazzistiche.
È sposato con Leni Stern, anche lei chitarrista jazz. Vive con la moglie a New York.
Nell'estate del 2016 a causa di una caduta Mike Stern riporta gravi fratture ad entrambe le spalle e al braccio destro. A causa di questo incidente Stern è costretto a suonare con un guanto nero durante il tour Europeo del 2016 annullandone alcune date. Nell'estate 2017 torna in tour in Europa assieme alla nuova formazione Mike Stern/Randy Brecker Band con Randy Brecker alla tromba, Lenny White alla batteria e Teymur Phell al basso elettrico.

## Discografia

### Come leader
- 1983 - Neesh
- 1986 - Upside Downside
- 1988 - Time in Place
- 1989 - Jigsaw
- 1991 - Odds or Evens
- 1992 - Standards and Other Songs
- 1994 - Is What It Is
- 1996 - Between the Lines
- 1997 - Give and Take
- 1999 - Play
- 2001 - Voices
- 2004 - These Times
- 2006 - Who Let the Cats Out?
- 2009 - Big Neighborhood
- 2012 - All Over the Place
- 2017 - Trip
- 2019 - Eleven (Concord Jazz) con Jeff Lorber Fusion
- 2024 - Echoes and Other Songs